# Nooit meer zonder jou
Nooit meer zonder jou is een single van Edsilia Rombley. Het is afkomstig van haar album Meer dan ooit.

## Achtergrond
Na de slechte resultaten op de eurovisiesongfestivals voor 2007 werd er in 2007 een bijzondere stap gedaan. De keus viel op de zangeres die de afgelopen jaren de beste resultaten had geboekt en dat was Edsilia Rombley. Zij was in 1998 vierde geworden met Hemel en aarde. Tijdens het televisieprogramma Mooi! Weer De Leeuw van Paul de Leeuw werd in de gebruikelijke chaos in die show het lied Nooit meer zonder jou gekozen als winnaar. Rombley ging met dat lied dan ook de strijd aan tijdens het Eurovisiesongfestival 2007, maar dan onder de Engelse titel On top of the world. Rombley kon haar eerdere resultaat bij lange na niet evenaren. Ze kreeg dermate weinig stemmen dat ze niet mee mocht doen aan de finaleronde en Nederland moest weer een jaartje overslaan.

## Hitnotering
Ook in de hitparades bleef het resultaat achter. Het werd wel haar tweede hit als soloartiest daarin.

### Nederlandse Top 40
| Positie: | 34 | 31 | 26 | 25 | 30 | 25 | 39 | 37 | uit |

### NederlandseSingle Top 100
| Positie: | 23 | 37 | 14 | 25 | 25 | 57 | 26 | 53 | 35 | 75 | 77 | 76 | 18 | 55 | 99 | uit |

1956: De vogels van Holland / Voorgoed voorbij · 1957: Net als toen · 1958: Heel de wereld · 1959: 'n Beetje · 1960: Wat een geluk · 1961: Wat een dag · 1962: Katinka · 1963: Een speeldoos · 1964: Jij bent mijn leven · 1965: 't Is genoeg · 1966: Fernando en Filippo · 1967: Ring-dinge-ding · 1968: Morgen · 1969: De troubadour · 1970: Waterman · 1971: Tijd · 1972: Als het om de liefde gaat · 1973: De oude muzikant · 1974: Ik zie een ster · 1975: Ding-a-dong · 1976: The party's over · 1977: De mallemolen · 1978: 't Is O.K. · 1979: Colorado · 1980: Amsterdam · 1981: Het is een wonder · 1982: Jij en ik · 1983: Sing me a song · 1984: Ik hou van jou · 1986: Alles heeft ritme · 1987: Rechtop in de wind · 1988: Shangri-la · 1989: Blijf zoals je bent · 1990: Ik wil alles met je delen · 1992: Wijs me de weg · 1993: Vrede · 1994: Waar is de zon · 1996: De eerste keer · 1997: Niemand heeft nog tijd · 1998: Hemel en aarde · 1999: One good reason · 2000: No goodbyes · 2001: Out on my own · 2003: One more night · 2004: Without you · 2005: My impossible dream · 2006: Amambanda · 2007: On top of the world · 2008: Your heart belongs to me · 2009: Shine · 2010: Ik ben verliefd (sha-la-lie) · 2011: Never alone · 2012: You and me · 2013: Birds · 2014: Calm after the storm · 2015: Walk along · 2016: Slow down · 2017: Lights and shadows · 2018: Outlaw in 'em · 2019: Arcade · 2020: Grow · 2021: Birth of a new age · 2022: De diepte · 2023: Burning daylight · 2024: Europapa